# ليكسايد ،مقاطعة تارانت (تكساس)
ليكسايد، مقاطعة تارانت (بالإنجليزية: Lakeside, Tarrant County, Texas)‏ هي بلدة أمريكية تقع في الولايات المتحدة في مقاطعة تارانت، تكساس. يقدر عدد سكانها بـ 1,307 نسمة ومساحتها 3.9 كم2 .